# 正真
正真（まさざね）は刀工の名。および、その流派の名、その刀剣の名。

## 概要
同名の刀工が多数いる。『古今鍛冶備考』では正真の銘の刀工は8人が挙げられている。
中でも特筆されるのは以下の4人である。
- 伊勢千子正真 - 千子派において、流祖村正と兄弟子正重に次ぐとされる刀工。末古刀上作。酒井忠次愛刀「猪切」の作者。楠木正成嫡流子孫の家柄に生まれたとの伝承がある。
- 大和金房正真  - 槍を得意とする金房派最盛期の刀工の一人。末古刀中作。
- 備後貝三原正真 - 貝三原派の刀工。石田三成愛刀「さゝのつゆ」の作者。
- 三河文殊正真 - 文殊派（手掻派）の刀工。古来から本多忠勝愛槍で天下三名槍の一つ「蜻蛉切」の作者「藤原正真」の正体とされ、また金房正真とよく同一視される。千子派と技術的交流があったとも言われる。墓が現存する。

## 伊勢千子正真
桑名住人村正を祖とする伊勢千子派において、正真は正重に次ぐ高弟である。藤代義雄の評価では末古刀上作。
銘は「勢州桑名住千子正真」と切ることもあるというが、実際は「正真」の二字銘が多い。
「藤原正真作」と切ることもあるらしく、『土屋押形』に載る「藤原正真作　大永六年八月十二日」（大永6年＝1526年）銘の刀は、同書では三河文殊正真とされているが、福永酔剣は千子正真の作だろうとしている。
また、「藤原正真作　永正十二年三月日」（永正12年＝1515年）の銘がある千子正真もあるという。
作風は「作品短刀多く、その直刃は腰乱がある」。藤代義雄は、正真は千子派ではあるが作風はそこまで村正に近くはなく、千子正真と言われる刀工は複数いたのではないか、村正とは国が違うのではないか、と疑問を呈している。
実際、楠木氏の系図では、二代正重は伊勢ではなく大和や河内で活動している。
酒井忠次の愛刀で七男の松平甚三郎（庄内藩主席家老）の家系に伝わる猪切（いのししぎり）は、千子正真の作である（銘は「正真」の二字）。
若かりし頃の家康が伴を連れて狩りに出た時、忠次がこの千子正真で猪を斬ったので、茎に「猪切」の金象嵌を入れたのだという。
その他、「刀　銘正真」一振りが三重県有形文化財となっている。
また、平安城長吉が伊勢に来た時、二人で合作を作ったという。
千子派の正真を三河文殊派の正真（＝蜻蛉切の作者の藤原正真）と同一視する説は、古い刀剣書ではあまり見られないが、『新刀古刀大鑑』では千子正真と金房正真と文殊正真は全て同一とされる。
また、『掌中古刀銘鑑』のように、千子派の一門に正真を書かない文献もある。

### 『全休庵楠系図』による伝
伊勢楠木氏の伝承によれば、千子正真は楠木正成の嫡流伊勢楠木氏の生まれとされる（詳細は「伊勢楠木氏」「千子正重」を参照）。
初代正真（1457 - 永正8年春（1515年1-4月））は、伊勢楠木氏第3代当主である川俣正重（二代正重）の次男で、三代正重の弟。桑名の千子村に住んでいた。寿星丸と号し、また勘解由左衛門尉を名乗った。息子に二代正真と政盛。
二代正真（1473 – 大永二年（1522））は、初代正真の息子。薬王丸と号した。大和国に住み、のちに河内国に移った。
三代目以降は不明。
政盛は、初代正真の次男。藤左衛門を名乗った。初め大和国に住んでいたが、後に伊勢の雲林院に移った。
系図には正真親子についての鍛冶関係の記事がないが、正真のほか政盛も雲林院政盛として刀工になったことが、現在する刀の銘から確かめられる。

## 大和金房正真
金房（かなぼう）派というのは、奈良の金房辻、特に子守（現在の奈良市本子守町）にいた刀工集団で、
銘が残るものでは永正14年（1517年）の正重が最も古く、天文（1532-1555）年間が質の最盛期で、慶長（1596）以降は京の刀工との競争に負けて「奈良物」という数打ち物に転落した。
金房派は宝蔵院を含む興福寺僧兵から後援を受けていて受注が多かったらしく、特にその槍は至極とされ、宝蔵院流槍術流祖胤栄は金房政次に十文字槍を三本作らせている。また、彫物も得意としていたので、高位の武士から人気があった。
正真の銘は「南都住金房隼人丞正真作」、「南都住藤原正真」など。
刀だけではなく槍の優品も多い。
『古今鍛冶備考』によれば天文（1532-1555）ごろの人。さらに同書は金房正実と同一人物としているが、福永酔剣は銘振りから見て正実とは別人だろうとする。
「鹿嶋大神宮大祢宜散位中臣朝臣氏親」という所持銘の槍があり、所持者の没年（天正4年（1576年））からして、天文ごろというのは正しいと考えられる。
『懐宝剣尺』では良業物に分類されている、などとする書籍もあるが、『懐宝剣尺』の増補である『古今鍛冶備考』の原文には良業物の記載は特になく不明。また、藤代義雄の評価では末古刀中作。
天下三名槍の一つ蜻蛉切の作者の藤原正真、大和金房正真、三河文殊正真、この三人は全て同一人物とする説がある。
なお、もう一つの天下三名槍日本号も金房派の誰かの作ではないかと言われている。

## 備後貝三原正真
貝三原派の正真は、備後国三原（現在の広島県三原市）に住んでいた明応（1492-1501年）・文亀（1501-1504）ごろの刀工で、「備後国三原住貝正真」と銘を切る。
『古刀銘尽大全』によれば、三原正近の子であり、最上大業物三原正家の曾孫に当たる。
貝三原というのは、俗説では三原派が広島県尾道市御調町貝ケ原に移住したから、とされるが、実際は三原正清を祖とする分派のトレードマークのようなものである。
貝三原正真の代表作に、石田三成が関ヶ原の戦いで佩用していた無銘の刀（後に号「さゝのつゆ」）がある。
関ヶ原の後は田中吉政家臣で三成捕縛の実行者だった田中伝左衛門（田中吉忠）に下賜された。
田中吉忠の子孫の妻が、不埒を働いた若党をこれで手討ちにしたが、手応えがなく若党がそのまま逃げ出してしまったので不思議に思っていると、若党は塀にぶつかった拍子に袈裟懸けに真っ二つに裂けた。
田中家では京信国と伝承されていたのだが、田中家が手放した後に所有者の川崎某が本阿弥家に鑑定に出したところ実は貝三原正真だった。

## 三河文殊正真
三河国田原（現在の愛知県田原市田原町）に住んでいた刀工。天下三名槍の一つ蜻蛉切を作ったという。
#手掻包吉の弟子説とそれを採用する福永酔剣らを除けば、基本的に独立の人格を認めず、金房正真が田原に移ってきた人物とされる。

### 金房正真と同一人物説
「文殊」とは手掻派の別名であるが、金房派の正真と同一人物説とする説が古来よりあった（金房派自体が末手掻の末流だという説もある）。実際、金房派は宝蔵院流槍術との関わりが深く、天下三名槍の一つ日本号も金房派の作と考えられるから、蜻蛉切の作者とするのは説得力があったと考えられる。
寛政8年（1796年）に出版された『本朝鍛冶考』によれば、「正真　後柏原天皇の御代、文亀永正（まとめると1501–1521年）のころの人。大和国の文殊の末裔である。思うに、金房一門であろう」
「正真は文亀・永正・大永（まとめると1501–1528年）のころの人。大和の文殊の一類が当国田原に居住。太刀の様といい大小といい手揆物（手掻物）のようだ。地鉄締まり、沸細かく匂深し。上手である。その作には蜻蛉切という名物の槍がある。思うに、金房の同名人物と同一かどうかははっきりとしない」

『本朝鍛冶考』の時点では曖昧な表現だったが、後に出版された山田浅右衛門『古今鍛冶備考』（文政13年（1830年））は、
「藤原正真と切る。三河田原住、本国は大和で南都金房一派、三河文殊を名乗った。本多家の十方切（あるいは蜻蛉切）の作者。天文（1532-1555）ごろの人」と言い切っている。

### 千子派との関係
さらに一歩進めて、蜻蛉切の藤原正真、金房正真、文殊正真、千子正真は全て同一人物だとする説もある（二代目の千子正真が1522年没、金房正真が金房で活躍したのが1530年代以降だから、三代目か四代目の千子正真ということになる）。いずれにせよ、小笠原信夫は、三河文殊正真もまた地域、作風、年代からして村正の一派と技術的交流があっただろうとしている。

### 手掻包吉の弟子説
那賀山乙巳文『刀匠田原文珠と其子孫』（1938年）によれば、江戸時代、三河田原藩の素封家で酒造業のちに薬種業を営んでいた田中氏は三河文殊正真の後裔を称していた。
田中氏の家系図によると、大和手掻派の包吉が田原に移住してきたとき、男児が無かったので弟子の田中久兵衛正真を長女の婿としたが、この田中正真こそが三河文殊正真であるという。
生年は本多忠勝と同じ天文17年（1548年）、没年は慶長16年8月22日（グレゴリオ暦1611年9月28日）である。
田中正真が活動していた頃の田原城代は、忠勝と同じ三河本多氏の本多広孝であり、福永酔剣は、忠勝が広孝を通じて田中正真に蜻蛉切を作らせた可能性は十分にあるとしている。
田中正真の子では五男の久兵衛のみが刀工となり戸田忠昌の天草転封（1664年）に従って天草に移住した。

### 田原文殊の墓
渡辺政香『参河志』（天保7年（1836年））に引く『三河刪補松』（安永4年（1775年））に「田原文殊文殊墓田原二ツ坂に在」とあり、18世紀後半には既に文殊正真の墓と称するものがあったらしい。
その墓は、2018年現在も愛知県田原市田原町に現存する。

### 講談・読物での人気
講談や読物の類では本多忠勝と言えば「田原正真の槍」と言われるようになった。例えば、幕末に書かれた『真書太閤記』では次のような描写がある。